# Bisdom Volterra
Het bisdom Volterra (Latijn: Dioecesis Volaterrana; Italiaans: Diocesi di Volterra) is een in Italië gelegen rooms-katholiek bisdom met zetel in de stad Volterra in de provincie Pisa. Het bisdom behoort tot de kerkprovincie Pisa en is, samen met de bisdommen Livorno, Massa Carrara-Pontremoli en Pescia, suffragaan aan het aartsbisdom Pisa.
Het bisdom werd in de vijfde eeuw gesticht door paus Gelasius I.  Het viel als immediatum onder direct gezag van de Heilige Stoel. Op 1 augustus 1856 werd door paus Pius IX met de apostolische constitutie Ubi primum suffragaan gesteld aan het aartsbisdom Pisa.
Het bisdom kent zes vicariaten: Volterra, Valdelsa, Valdera, Alta Valdicecina, Bassa Valdicecina en Boracifera en beslaat een oppervlakte van bijna 1800 km2. Het bisdom heeft bijna 82.000 inwoners waarvan 98% katholiek is. Zij worden in 88 parochies bediend door 66 priesters. De zetel van de bisschop, sinds 2007 Alberto Silvani, staat in de kathedraal van Maria Ten Hemelopneming in Volterra.

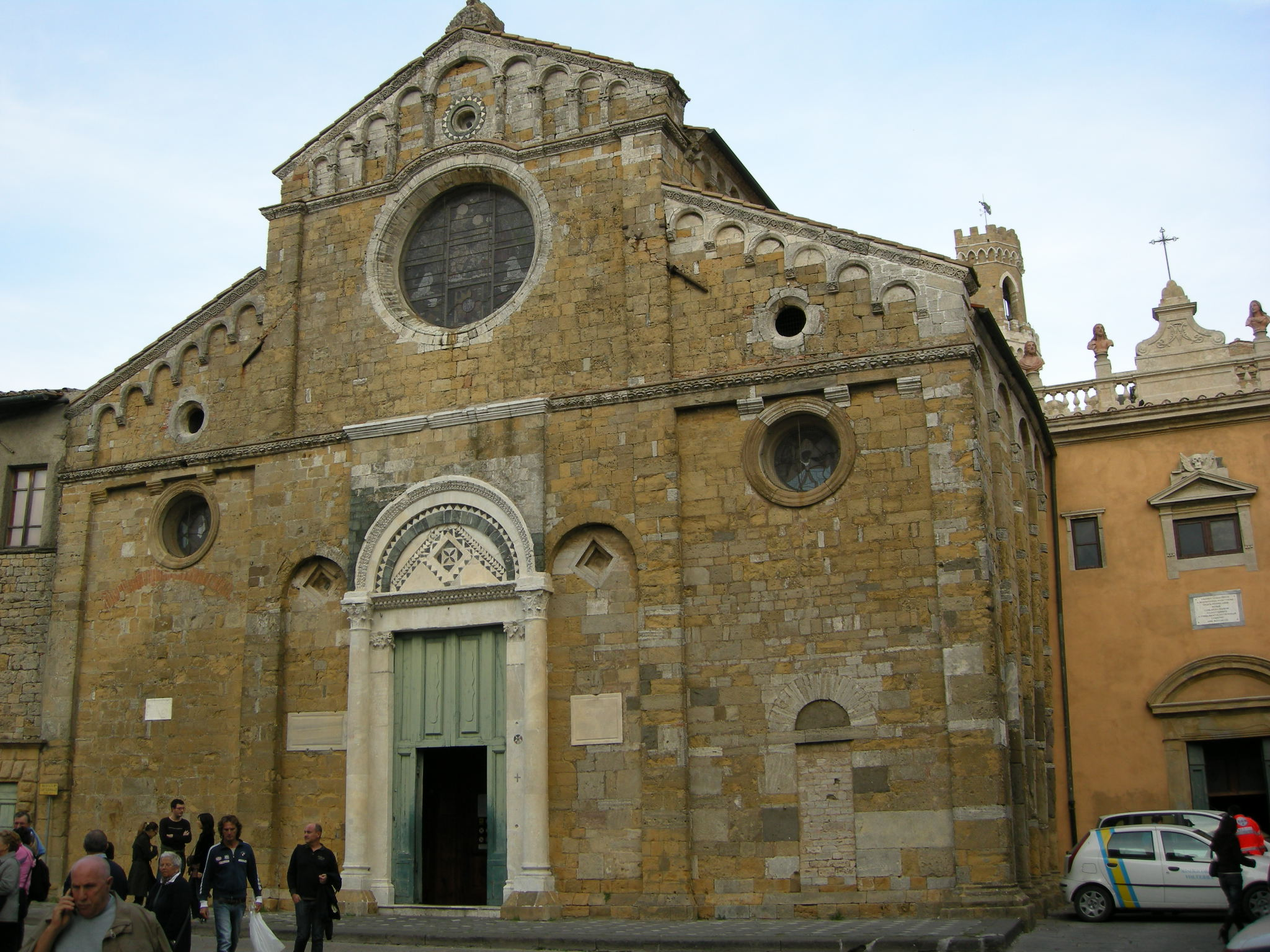
De kathedrale kerk van het bisdom in Volterra